# Санниково (Первомайський район)
Са́нниково (рос. Санниково) — село у складі Первомайського району Алтайського краю, Росія. Адміністративний центр Санниковської сільської ради.

## Населення
Населення — 2609 осіб (2010; 2359 у 2002).
Національний склад (станом на 2002 рік):
- росіяни — 93 %